# Långfläckig purpurmal
Långfläckig purpurmal, Eriocrania unimaculella är en fjärilsart som beskrevs av Johan Wilhelm Zetterstedt, 1839. Långfläckig purpurmal ingår i släktet Eriocrania och familjen purpurmalar, Eriocraniidae.  Arten är reproducerande i både Sverige och Finland och enligt respektive rödlista är arten livskraftig, LC i båda länderna. Inga underarter finns listade i Catalogue of Life.

## Bildgalleri

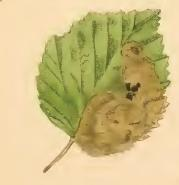
Illustration av björkblad med mina av långfläckig purpurmal.
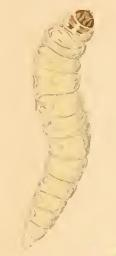
Illustration av fjärilens larv
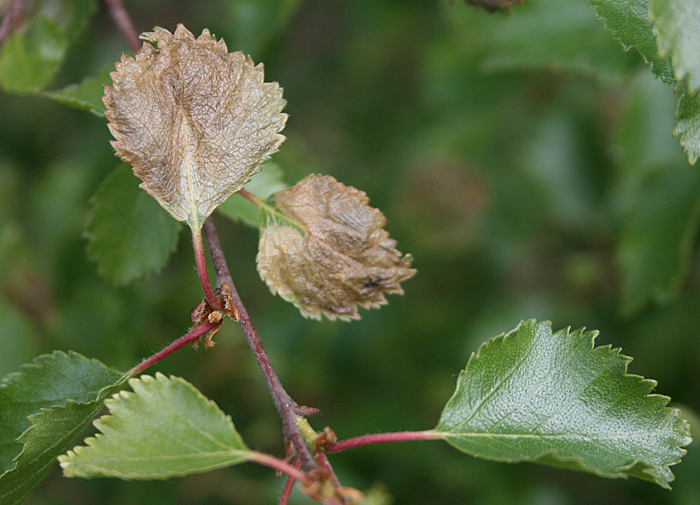
Björklöv med minor av långfläckig purpurmal.
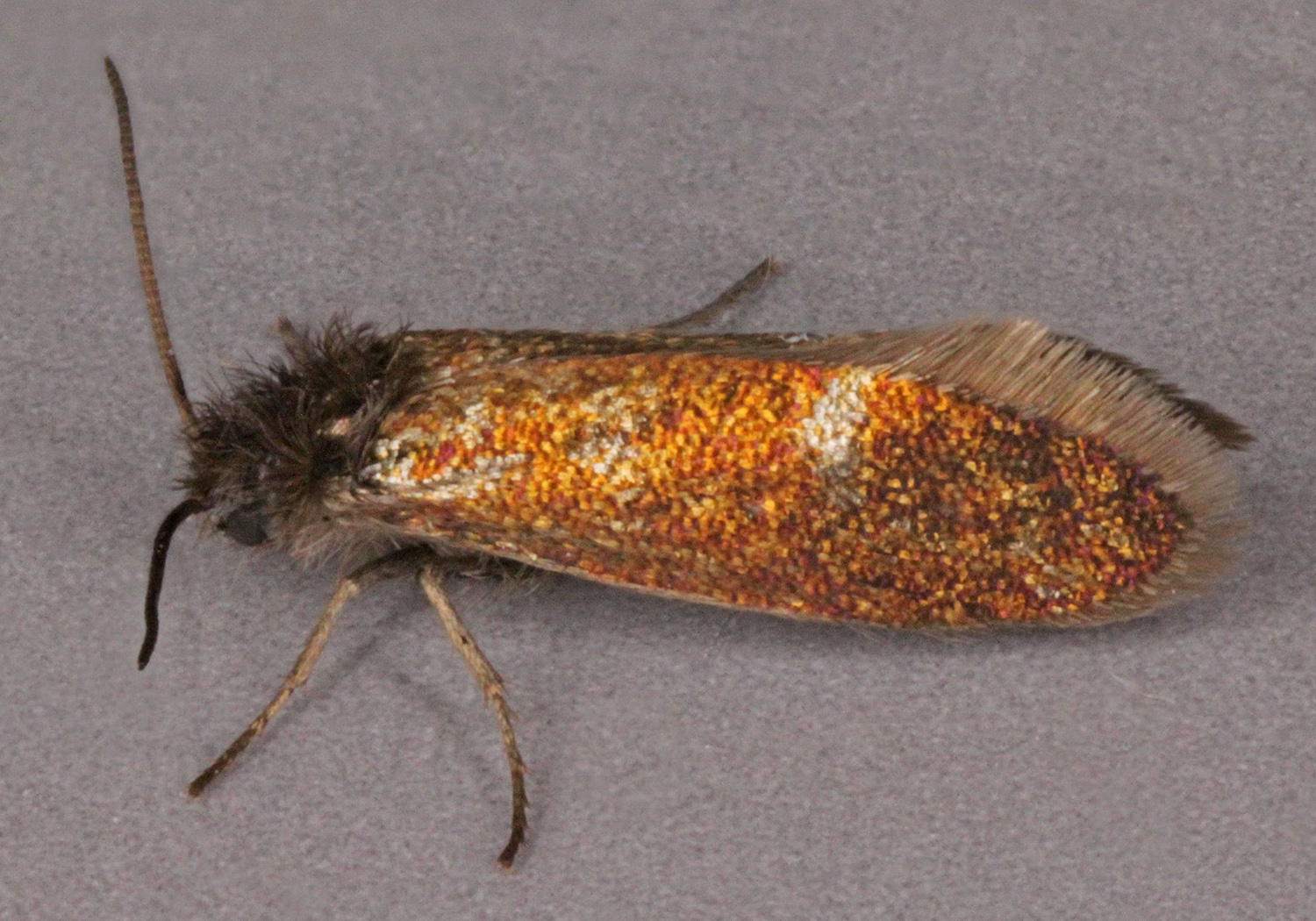
Imago fjäril.
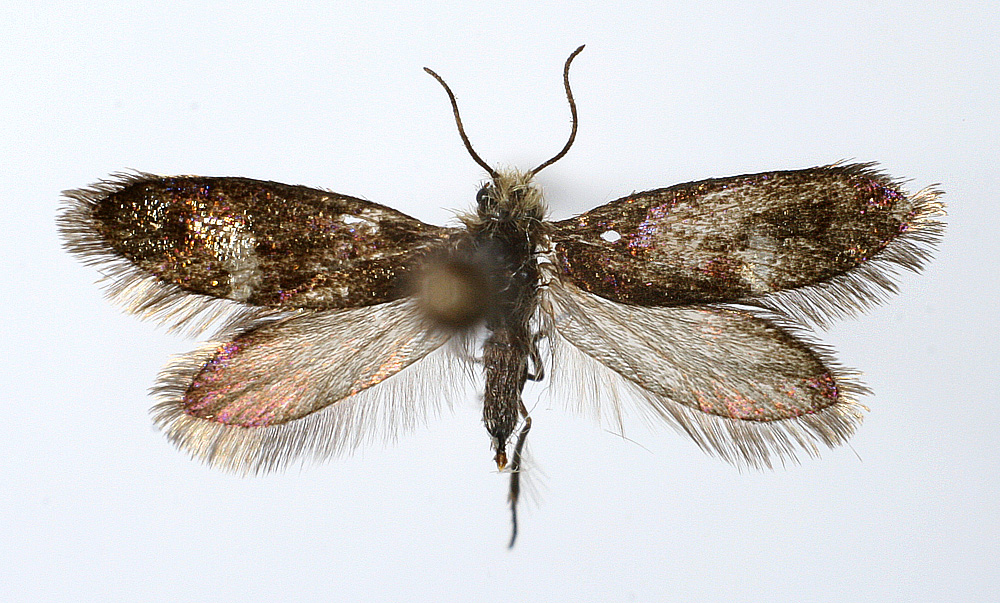
Preparerad (uppnålad) imago fjäril.